# برایان تاکر
برایان اچ. تاکر بازیگر، کمدین، نویسنده و فیلمنامه‌نویس اهل آمریکا است. او از سال ۲۰۱۴ نویسنده اصلی برنامه تلویزیونی پخش زنده شنبه شب است

## اوایل زندگی
برایان تاکر در شهرستان چسترفیلد، ویرجینیا به دنیا آمد و همان‌جا بزرگ شد. تاکر پس از فارغ التحصیلی از دبیرستان کلاور هیل در دانشگاه کارولینای شمالی در چپل هیل تحصیل کرد. زمانی که تاکر در دانشگاه درس می‌خواند، پی در پی استندآپ کمدی اجرا می‌کرد و در نهایت گروه کمدی Selected Hilarity را تشکیل داد.

## زندگی هنری
پس از اخذ مدرک از دانشگاه کارولینای شمالی در چپل هیل، تاکر با گروهش Selected Hilarity به مدت سه سال در آمریکا تور کمدی برگزار کرد. گروه منحل شد و تاکر به شهر نیویورک رفت تا در آنجا اجرا کند. پس از اینکه تاکر وارد صحنه استندآپ شد، به نوشتن طرح‌ها و قطعات کمدی برای نمایش کریس راک روی آورد او سپس به کار برای مد تی وی، تماشاگران سخت با کالین کویین، و نمایش چاپل ادامه داد تا اینکه در سال ۲۰۰۵ به عنوان نویسنده پخش زنده شنبه شب مشغول به کار شد پس از اینکه ست مایرز در میانه فصل ۳۹ برای اجرای برنامه آخر شب با ست مایرز از برنامه خارج شد، راب کلاین و برایان تاکر هر دو ارتقاء یافتند تا در کنار کالین جوست به عنوان نویسندگان اصلی مشترک تبدیل شوند. اگرچه کار اصلی او در نمایش همیشه به عنوان یک نویسنده بوده‌است، تاکر در چندین اجرا از جمله «روی رولز»، اولین فیلم کوتاه دیجیتال پخش زنده شنبه شب در صحنه ظاهر شده‌است.

## جوایز و افتخارات
تاکر برای ۱۹ جایزه امی و ۳ جایزه انجمن نویسندگان آمریکا نامزد شده‌است و جایزه پیبادی را برای کارش در پخش زنده شنبه شب در جریان انتخابات ریاست جمهوری ۲۰۰۸ دریافت کرده‌است.